# Lavina (Montana)
Lavina es un pueblo ubicado en el condado de Golden Valley en el estado estadounidense de Montana. En el Censo de 2010 tenía una población de 187 habitantes y una densidad poblacional de 72,27 personas por km².

## Geografía
Lavina se encuentra ubicado en las coordenadas 46°17′45″N 108°56′20″O / 46.29583, -108.93889. Según la Oficina del Censo de los Estados Unidos, Lavina tiene una superficie total de 2.59 km², de la cual 2.59 km² corresponden a tierra firme y (0%) 0 km² es agua.

## Demografía
Según el censo de 2010, había 187 personas residiendo en Lavina. La densidad de población era de 72,27 hab./km². De los 187 habitantes, Lavina estaba compuesto por el 89.3% blancos, el 0% eran afroamericanos, el 0.53% eran amerindios, el 1.6% eran asiáticos, el 0% eran isleños del Pacífico, el 3.74% eran de otras razas y el 4.81% pertenecían a dos o más razas. Del total de la población el 3.74% eran hispanos o latinos de cualquier raza.